# Vlaho Bukovac
Vlaho Bukovac (en italiano: Biagio Faggioni; Cavtat, Dalmacia —actual Croacia—, 4 de julio de 1855-23 de abril de 1922) fue un pintor yugoslavo.

## Estudios
Hijo del genovés Agostino Faggioni y de la ragusea Maria Perich, fue bautizado con el nombre italiano Biagio Faggioni.
El conde raguseo Medo Pucić (Orsato de Pozza) deseaba encontrar un pintor que representara la naciente conciencia nacional eslava en los balcanes y creyó encontrarlo en el joven Faggioni, por lo que se convirtió en su mecenas, sugiriéndole el cambio de su apellido por el de Bukovac. 
Medo Pucić envió a Bukovac a París, Francia, para completar su formación artística. Allí sus bocetos encantaron a su profesor, el conocido Alexandre Cabanel, y Bukovac se convirtió en alumno de la prestigiosa École des Beaux-Arts. 
En 1901 expuso con gran éxito en el Salón de París, deslumbrando con su «endulzado» realismo. Bukovac pasó también cortas temporadas en Inglaterra, la costa de Dalmacia, el Mar Negro, Nueva York, donde vivió en casa de su tío paterno Francesco Faggioni hasta la muerte de este, y en Chile y Perú, donde trabajó junto con su hermano Jozo Faggioni en las oficinas de compañías salitreras.[cita requerida]

## Su arte
Además de ser un artista que siguió a los cánones dictados por la moda, técnica y el público en general, Bukovac siguió el propio impulso interior de su creación artística, ligada a la estética del impresionismo desarrollada por los artistas que se reunían en las galerías marginales de París en la década de 1870. 
Conoció así tanto el espíritu de la academia como el de la libertad impresionista. Después de haber aceptado los principios modernos, Bukovac pintó imágenes casuales, utilizando trazos de la brocha con la técnica puntillista.

## Belgrado
En la década de 1880 se afincó en la corte del rey serbio, donde realizó varias obras incluyendo la del mismo rey Alejandro I de Yugoslavia.

## Zagreb
Entre 1893 y 1897, Bukovac se convirtió en un representante de las Bellas Artes en Zagreb llevando a la ciudad el espíritu del arte francés. Su nuevo estilo es más evidentes en sus paisajes. Aunque aún se mantenía en desarrollo, su técnica evidenciaba ya el paso a una paleta de colores vivos y luminosos, utilizando ligeros trazos e introduciendo la luz en sus telas.
Se convirtió en el líder de los importantes eventos culturales y artísticos de Zagreb: fundó la "escuela multicolor" en esa ciudad, fue uno de los que iniciaron la construcción del Pabellón de Arte y organizó la primera exposición artística en la Academia de Palacio en 1893. 
Debido al conflicto con Isidor Kršnjavi, se retiró voluntariamente a su nativa Cavtat, donde permaneció entre 1898 y 1902. Finalmente pasó a Praga, donde fue nombrado profesor asociado en la Academia de Bellas Artes Vytvarnyh Umeni en 1903.

## Pedagogo
Praga logró un completo cambio en la personalidad de Bukovac: sintió la satisfacción y el entusiasmo que no había sentido desde su paso por Zagreb y comenzó a dedicar toda su energía a sus nuevos alumnos, uno de los cuales era el pintor croata Mirko Rački.
Si bien era reacio a aceptar las ideas y tendencias modernas, dedicó toda su energía a su trabajo con estudiantes y se lo considera en la historia del arte checo como un excelente pedagogo. Bukovac introdujo el puntillismo en la Academia de Praga. 
Quizá su pintura más famosa sea la del telón en el Teatro Nacional Croata, en Zagreb, llamada el "renacimiento nacional sud-eslavo". 
Falleció en Praga el 23 de abril de 1922.

## Galería

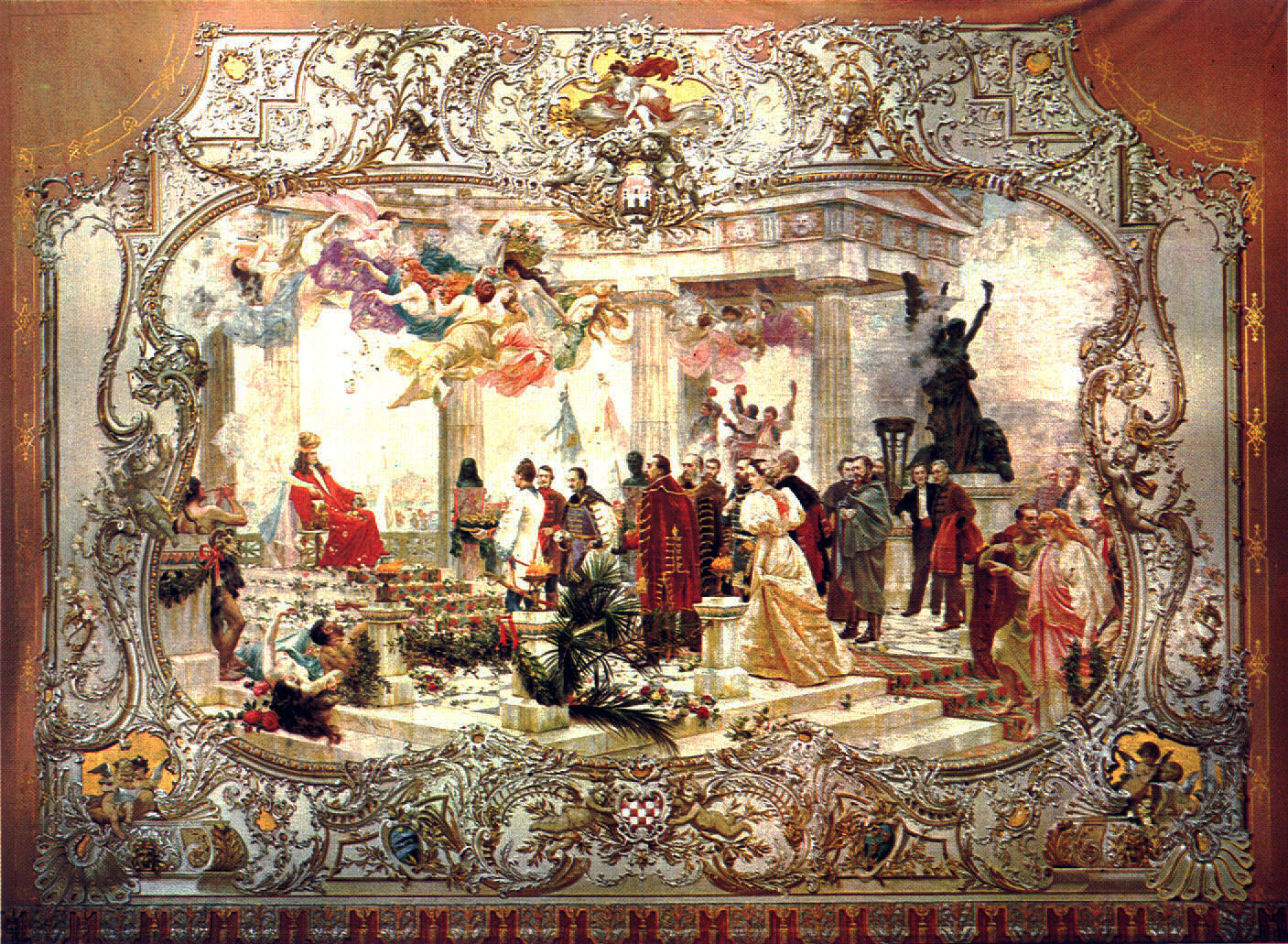
Resurgimiento sud-eslavo
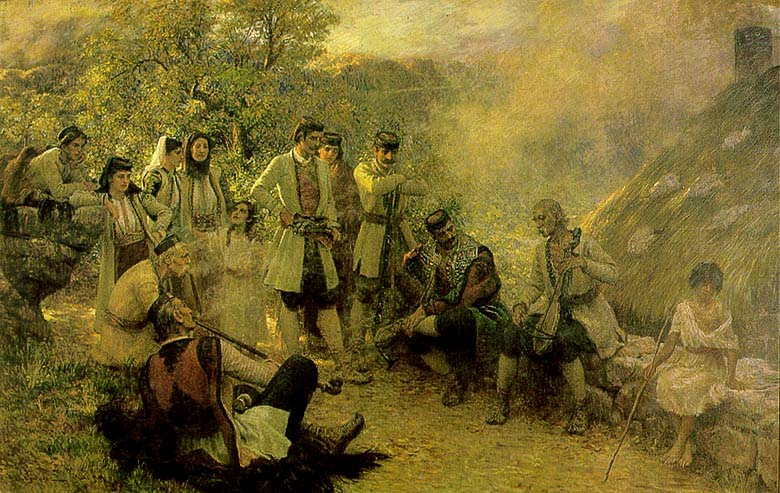
Músicos
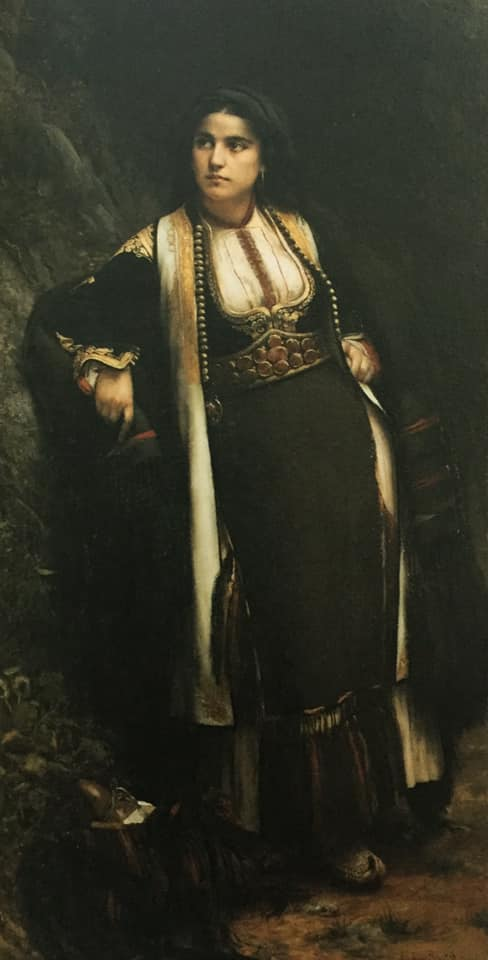
Retrato de montenegrina
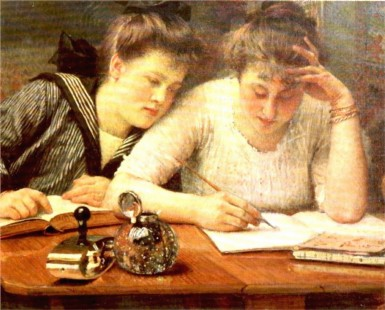
Joven inglesa
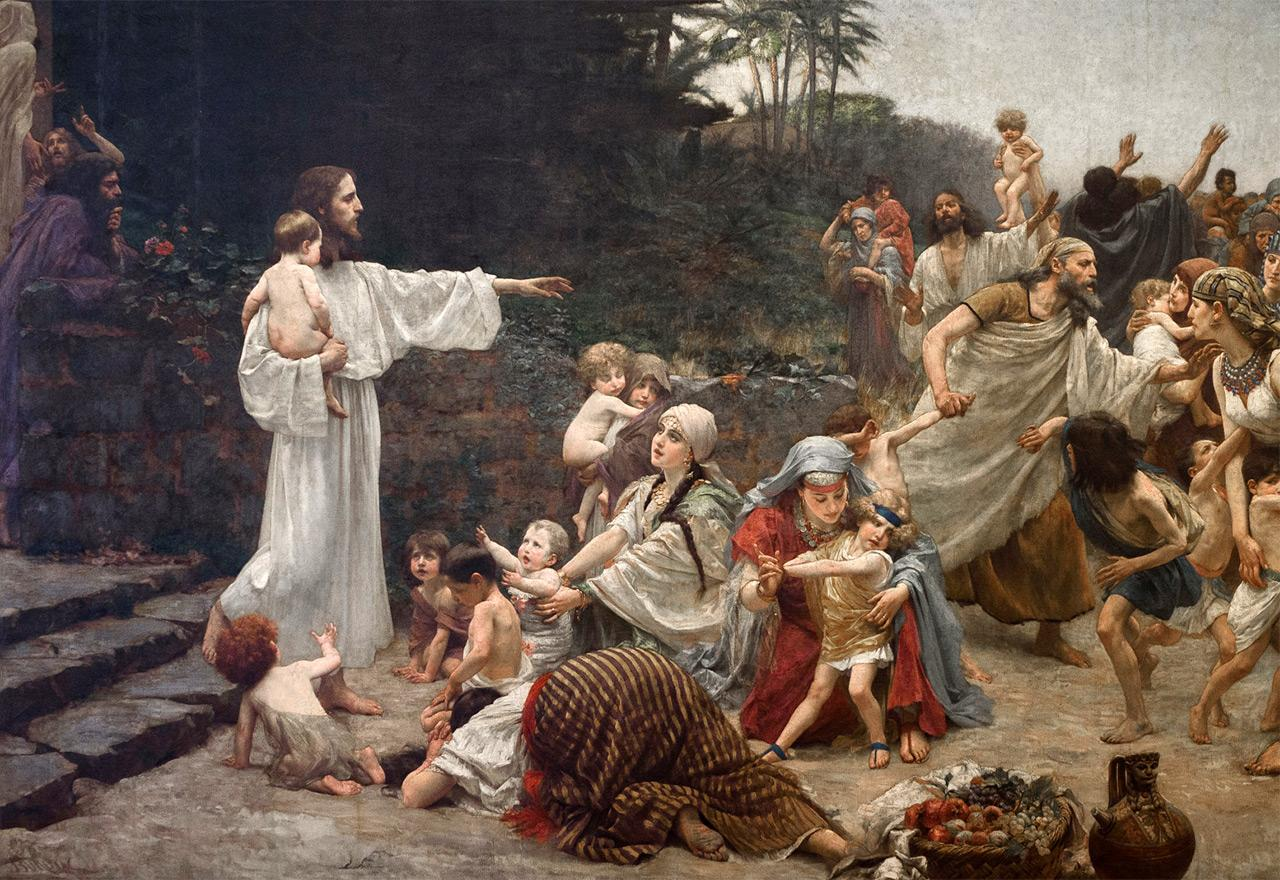
Dejad que los niños vengan a mí
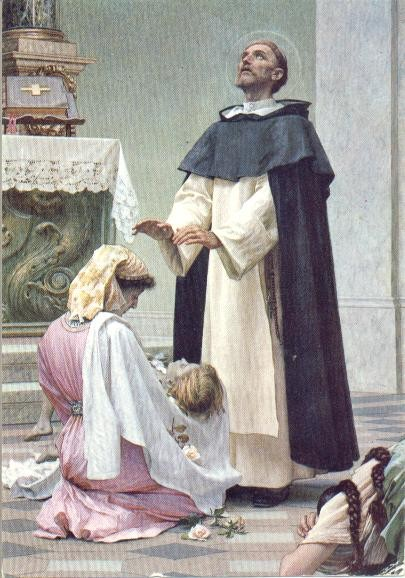
Santo Domingo
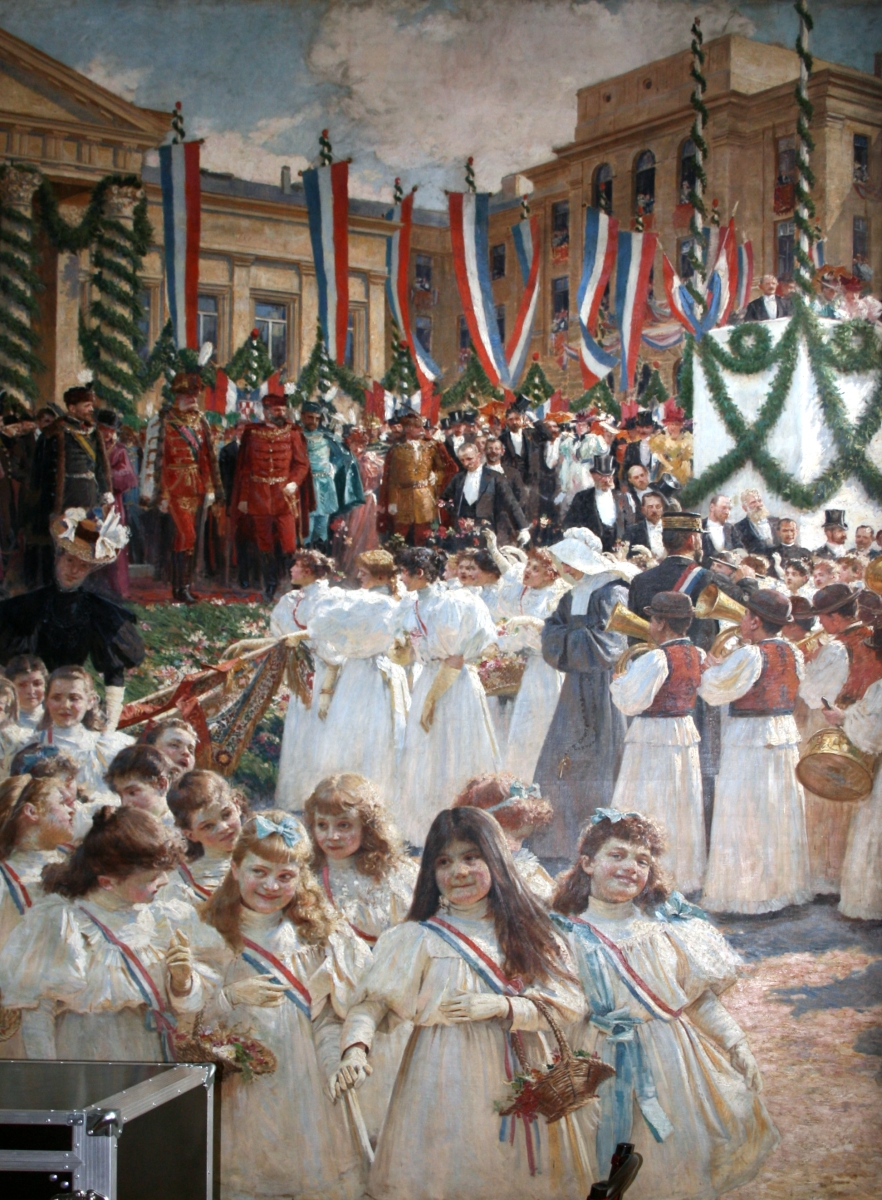
¡Viva el rey!
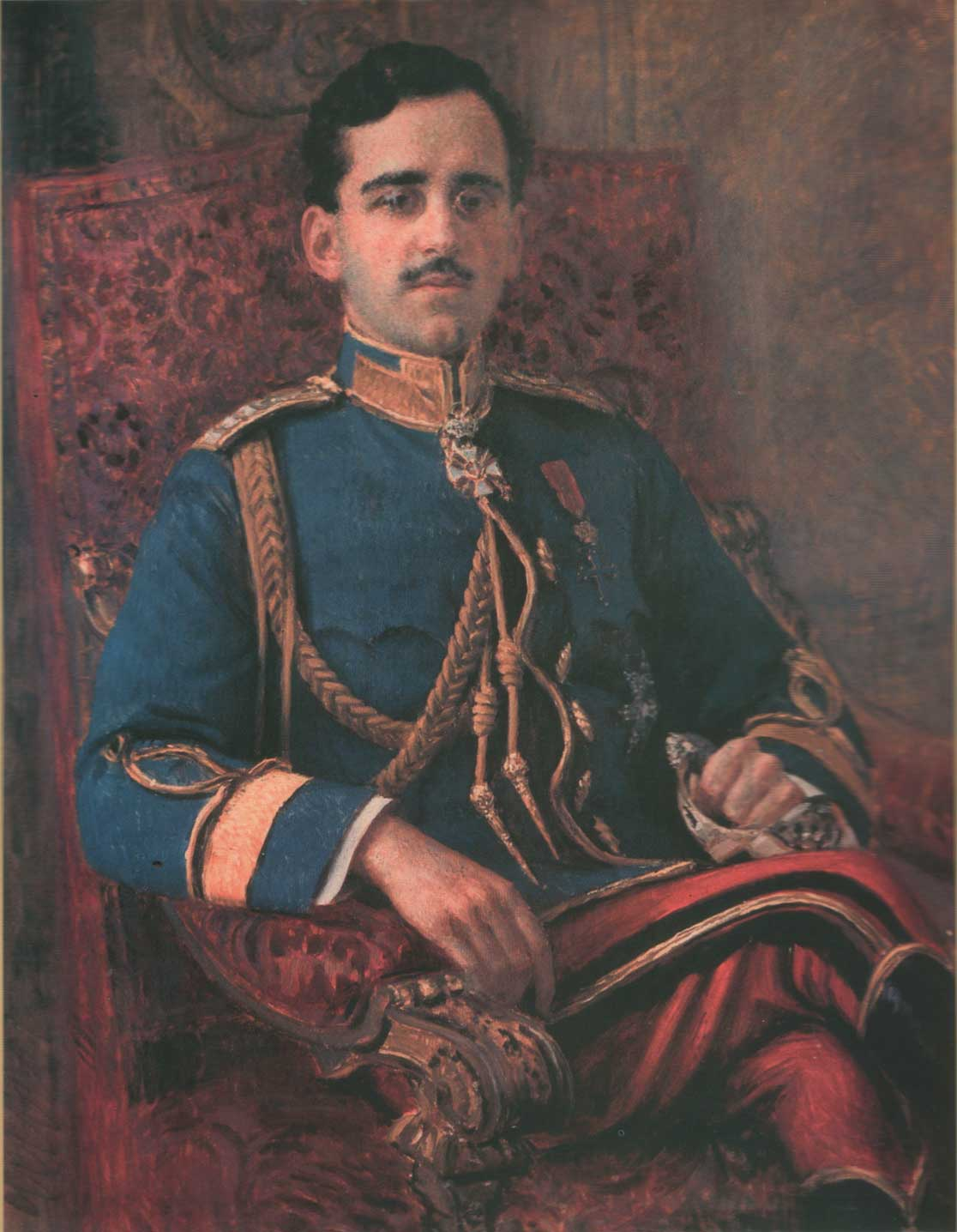
Retrato de Alejandro I de Yugoslavia